# 霞鼎泰县
霞鼎泰县苏维埃政府，前身为霞浦县上西柘洋区苏维埃政府，是中国共产党于第一次国共内战时期成立于福建省霞浦县上西柘洋区（今柘荣县）、福鼎县和浙江省泰顺县边区的苏维埃政权，由中共霞鼎泰县委领导，亦是闽东苏维埃政府下辖的县级苏区之一。

## 历史沿革
1934年4月，中国工农红军闽东独立团第16连率军攻打霞浦县柘洋区，受闽东苏维埃政府主席马立峰指派，在柘洋进行农民运动的中共柘洋小组组长林爱率领一千余人的红带会农军接应，两军配合攻占柘洋城关。随后，中共在柘洋下城村南门厝宣告成立上西柘洋区苏维埃政府，林爱担任政府主席。6月，中共闽东临时特委指示其改组为霞鼎泰县苏维埃政府，吴成任政府主席，王陶生任县委书记。7月，县委开展分田大会，将田地均分给农民。
9月，国民革命军第78师和当地地主组织的还乡团配合，对霞鼎泰苏区进行围剿，霞鼎泰县委遂撤离柘洋城关，将机构迁往芦西坑村，此时中共仍控制着40多个村庄。1935年，随着中央红军主力的长征，国军加大了对闽东地区共产党政权的围剿力度，霞鼎泰苏维埃政府则已因无法维持而解体，县委领导人在柘洋一带开展游击作战。5月，福建省政府在柘洋一带设置柘洋特种区，加强了对柘洋地区的控制。中共霞鼎泰县委则坚持至1937年才解散。

## 组织机构
苏区政府成立后，中共几乎控制了柘洋全境，设立霞浦柘洋区和富溪区，此外还下辖福鼎梨坪区和泰顺泰南（排头）区。8月，调整为柘洋、芦西坑和田头洋三个区。同时，苏区政府拥有一支独立营部队作为武装力量。

## 领导人列表
| 职务                     | 姓名 | 籍贯     | 任期                  | 备注                   |
| ------------------------ | ---- | -------- | --------------------- | ---------------------- |
| 上西柘洋区苏维埃政府主席 | 林爱 | 福建霞浦 | 1934年3月－1934年5月  | 今柘荣县双城镇上城社区 |
| 霞鼎泰县苏维埃政府主席   | 吴成 | 福建霞浦 | 1934年5月－1934年12月 | 今柘荣县东源乡         |

| 姓名   | 籍贯     | 任期                  | 备注                     |
| ------ | -------- | --------------------- | ------------------------ |
| 王陶生 | 福建寿宁 | 1934年5月－1934年10月 |                          |
| 郭宗如 | 福建福安 | 1934年10月－1935年5月 |                          |
| 陈细胡 | 福建柘洋 | 1936年2月－1936年7月  | 今楮坪乡后楼村           |
| 王维弟 | 福建柘洋 | 1936年7月－1936年11月 | 今英山乡石鼓岚村，后叛变 |
| 许冬年 | 福建霞浦 | 1936年11月－1937年3月 | 后脱党                   |
| 金阿其 | 福建柘洋 | 1937年3月－1937年5月  | 今城郊乡赤岭村，后脱党   |